# Švédsko na Letních olympijských hrách 1984
Švédsko na Letních olympijských hrách 1984 v americkém Los Angeles reprezentovalo 174 sportovců, z toho 131 mužů a 43 žen. Nejmladším účastníkem byl Anders Holmertz (15 let, 241 dní), nejstarším pak Ragnar Skanåker (50 let, 55 dní). Reprezentanti vybojovali 19 medailí, z toho 2 zlaté, 11 stříbrných a 6 bronzových.

## Medailisté
| Medaile | Jméno                                                                  | Sport             | Disciplína                        |
| ------- | ---------------------------------------------------------------------- | ----------------- | --------------------------------- |
| Zlato   | Agneta Anderssonová                                                    | Kanoistika        | Ženy kajak K1 500 m               |
| Zlato   | Agneta Anderssonová Anna Olsson                                        | Kanoistika        | Ženy kajak K2 500 m               |
| Stříbro | Svante Rasmuson                                                        | Moderní pštiboj   | Muži jednotlivci                  |
| Stříbro | Bo Gustafsson                                                          | Atletika          | Muži chůze 50 km                  |
| Stříbro | Patrik Sjöberg                                                         | Atletika          | Muži skok do výšky                |
| Stříbro | Lars-Erik Moberg                                                       | Kanoistika        | Muži kajak K1 500 m               |
| Stříbro | Per-Inge Bengtsson Lars-Erik Moberg                                    | Kanoistika        | Muži kajak K2 500 m               |
| Stříbro | Per-Inge Bengtsson Tommy Karls Thomas Ohlsson Lars-Erik Moberg         | Kanoistika        | Muži kajak K4 1000 m              |
| Stříbro | Agneta Anderssonová Susanne Gunnarsson-Wiberg Eva Karlsson Anna Olsson | Kanoistika        | Ženy kajak K4 500 m               |
| Stříbro | Björne Väggö                                                           | Šerm              | Muži jednotlivci kord             |
| Stříbro | Ragnar Skanåker                                                        | Sportovní střelba | Muži 50 metrů libovolná pistole   |
| Stříbro | Kent-Olle Johansson                                                    | Zápas             | řecko-římský do 62 kg             |
| Stříbro | Roger Tallroth                                                         | Zápas             | řecko-římský do 74 kg             |
| Bronz   | Kenth Eldebrink                                                        | Atletika          | Muži hod oštěpem                  |
| Bronz   | Ingamay Bylund Ulla Håkanson Louise Nathhorst                          | Jezdectví         | Družstvo mužů drezura             |
| Bronz   | Per Johansson                                                          | Plavání           | Muži 100 m volný styl             |
| Bronz   | Bengt Baron Per Johansson Thomas Lejdström Mikael Örn                  | Plavání           | Muži štafeta 4 x 100 m volný styl |
| Bronz   | Sören Claeson                                                          | Zápas             | řecko-římský do 82 kg             |
| Bronz   | Frank Andersson                                                        | Zápas             | řecko-římský do 90 kg             |